# Ernst Abbe
Ernst Karl Abbe (23. leden 1840 Eisenach – 14. leden 1905 Jena) byl německý fyzik, astronom a sociální reformátor.

## Život
Ernst Abbe pocházel z chudé rodiny, studovat mohl jen za pomoci stipendií, doktorát získal v roce 1861 na univerzitě v Göttingenu. Od roku 1863 přednášel na univerzitě v Jeně, kde byl od roku 1870 profesorem.
Je zakladatelem teorie optických přístrojů a také jejich konstruktérem (např. Abbeho komparátor, Abbeho kondenzor, Abbeho refraktometr). Svou, tj. Abbeho teorií z roku 1873 začal novou epochu konstruování mikroskopů. V roce 1866 vyvinul apochromatické objektivy.
Společně s Carlem Zeissem a Otto Schottem položil základy moderní optiky a vyvinul mnoho optických přístrojů. V roce 1889 se stal jediným vlastníkem firmy Carl Zeiss a uskutečnil zde své dlouho plánované sociální reformy (Nadace Carla Zeisse). Rozhodujícím způsobem se podílel také na vzniku firmy Jenaer Glaswerk Schott & Gen (dnes Schott AG).
V roce 1878 se stal ředitelem astronomické a meteorologické observatoře. Je po něm pojmenováno Abbeovo číslo, udávající disperzní mohutnost daného průhledného prostředí v oblasti viditelného světla.
Jeho jméno nese asteroid (5224) Abbe a také kráter Abbe na odvrácené straně Měsíce.